# Final Fantasy VII Remake
Final Fantasy VII Remake – fabularna gra akcji wyprodukowana i wydana przez Square Enix. Tytuł jest remakiem gry Final Fantasy VII z 1997 roku. By uniknąć wycinania treści w stosunku do pierwowzoru, twórcy remake'u postanowili go zrealizować w formie wieloczęściowej serii. Jej pierwsza odsłona została wydana 10 kwietnia 2020 roku jako roczny exclusive na platformę PlayStation 4.
Gracz wciela się w rolę najemnika Clouda Strife'a, walczącego razem z ekoterrorystyczną grupą AVALANCHE przeciwko Shinra, megakorporacji wykorzystującej "strumień życia planety" jako źródło energii. Mechanizmy rozgrywki łączą ze sobą tzw. akcję czasu rzeczywistego z innymi elementami strategicznymi. 
Zapowiedź remake'u, poprzedzona latami plotek i próśb fanów, miała miejsce w 2015 roku. W jego produkcji wzięło udział wielu kluczowych twórców pierwowzoru, między innymi Tetsuya Nomura, Yoshinori Kitase, Nobuo Uematsu i Kazushige Nojima.